# Кам'яна хвиля

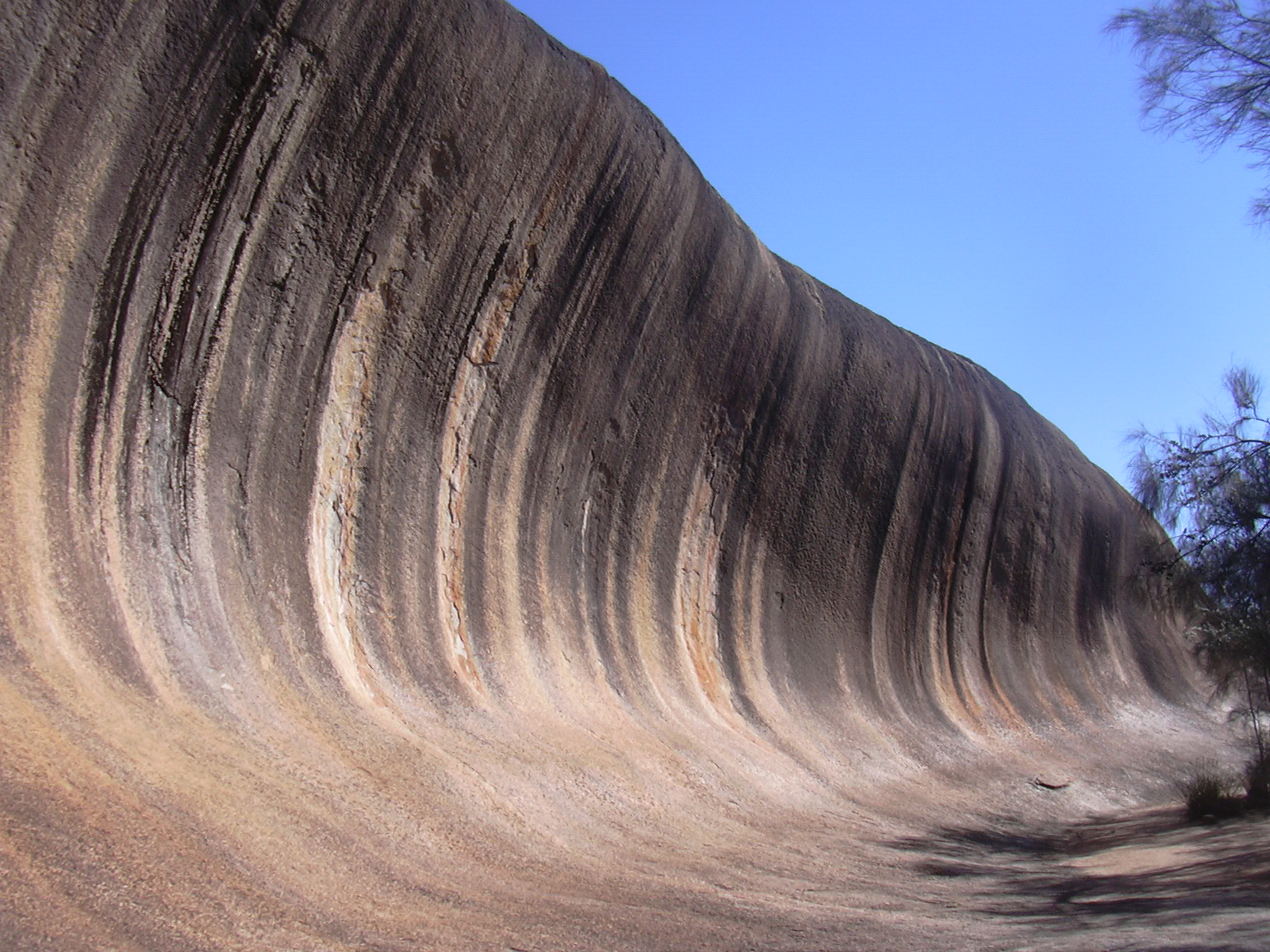
Wave Rock

32°26′38″ пд. ш. 118°53′53″ сх. д. / 32.44389° пд. ш. 118.89806° сх. д.
Кам'яна хвиля або англ. Wave Rock — природне скельне утворення, що має форму високого пасма океанічної хвилі. «Хвиля» має близько 14 м заввишки і близько 110 м завдовжки, утворює північну сторону самотнього пагорба — Hyden Rock, що є гранітним останцем, знаходиться приблизно в 3 км на схід від невеликого містечка Гайден (Hyden) і 296 км на схід-південний схід від Перту, Західна Австралія. Wave Rock і Hyden Rock є частиною природного заповіднику площею 160 га, Hyden Wildlife Park.
Wave Rock і Hyden Rock є монзогранітним террейном віком 2,63 млрд років, що є частиною Їлгарнського кратону Hyden Rock є гранітним останцем, який складається з трьох куполів. Центральний та західний купол розділені глибокою долиною, де тепер знаходиться водосховище. Між центральним і східним куполом знаходиться пласка долина.
Багато вчених сходяться на думці, що сьогоднішню форму Кам'яна хвиля придбала ще шістдесят мільйонів років тому, за хімічного вивітрювання і подальшого переміщення дощовою ерозією м'яких гранітних порід під верхньою кромкою скелі.
Забарвлення Wave Rock викликано тим, що дощ вимиває хімічні відкладення (карбонати і гідроокиси заліза), утворюючи вертикальні сірі, червоні і жовті смуги. В різний час доби, при зміні кута сонячного світла змінюється також кольори і відтінки Wave Rock.

## Ресурси Інтернету
- Granite Outcrops in the Wheatbelt [Архівовано 26 квітня 2014 у Wayback Machine.] – on the website of the Central Wheatbelt Visitor Centre [Архівовано 27 квітня 2014 у Wayback Machine.] – includes Wave Rock
- Wave Rock [Архівовано 4 травня 2014 у Wayback Machine.] – website operated by the Hyden Tourist Development Company
- Wave Rock Weekender – official website